# Відомство військових таємниць

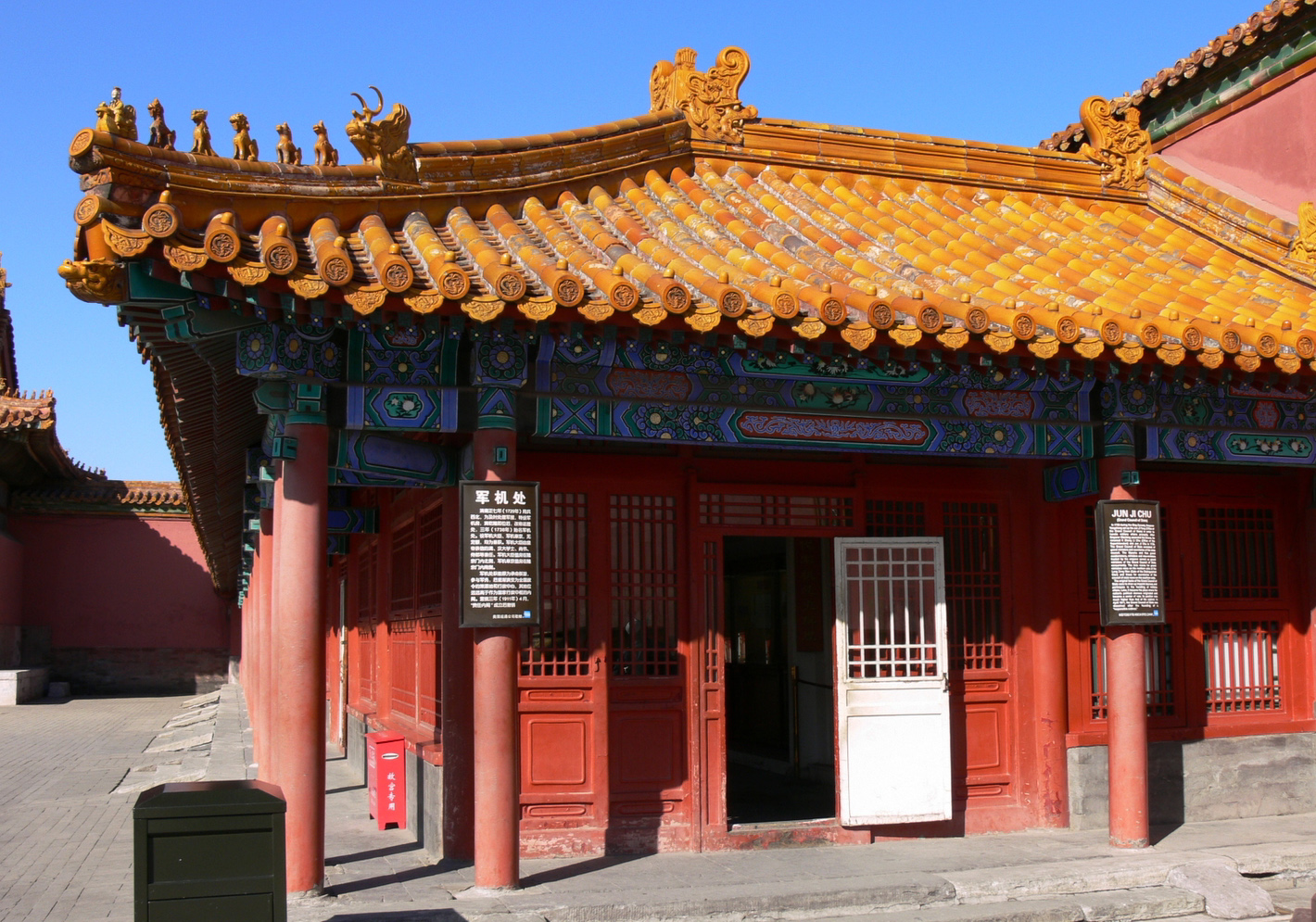
Будівля Відомства військових таємниць

Ві́домство військо́вих таємни́ць, Цзюньцзі-чу (маньчж.:  coohai nashūn i ba; спрощ.: 军机处; кит. трад.: 軍機處; піньїнь: Jūnjīchù, офіційно Banli Junji Shiwu Chu (кит. трад.: 辦理軍機事務處; Управління по роботі з конфіденційними військовими справами)) — найвищий орган військової та адміністративної влади у Китаї часів династії Цін.
Створений у 1729 за наказом імператора Юнчжена під час джунгарсько-цінської війни під назвою Управління військових таємниць (кит.: 軍機房, Цзюньцзі-фан).
У 1732 перейменований на Відомство (Цзюньцзі-чу). Спочатку був тимчасовою службою, що займалася військовими таємницями. Розташовувався біля покоїв імператора.
У 1735 ліквідований, але за два роки відновлений. В подальшому перетворився на постійний урядовий інститут, що грав роль найвищого політичного органу в державі. Формувався з числа високопосадовців цінського уряду, з рівним представництвом маньчжурів і китайців.
Ліквідований у 1911. В західній історіографії часто перекладається як Велика рада або Військова рада.